# Condoluquiana
Condoluquiana es un caserío peruano ubicado en el distrito de Lagunas, perteneciente a la provincia de Ayabaca del departamento de Piura, al norte del Perú. 

## Ubicación
Condoluquiana se ubica al suroeste de la provincia de Ayabaca, en el distrito de Lagunas, en el departamento de Piura.

## Demografía
En 2017 Condoluquiana tenía una población de 65 habitantes.
| Gráfica de evolución demográfica de Condoluquiana entre 1993 y 2017 |
|                                                                     |
| Fuentes: Población 1993 y 2017                                      |